# Taraxacum sect. Borealia
La  Taraxacum sect. Borealia  Hand.-Mazz., 1907 è una sezione di piante angiosperme dicotiledoni del genere Taraxacum della famiglia delle Asteraceae.

## Etimologia
Il nome scientifico della sezione è stato definito per la prima volta dal botanico Heinrich Raphael Eduard Handel-Mazzetti (1882-1940) nella pubblicazione " Monographie der Gattung Taraxacum" ( Monogr. Taraxacum: XI. ) del 1907.

## Descrizione

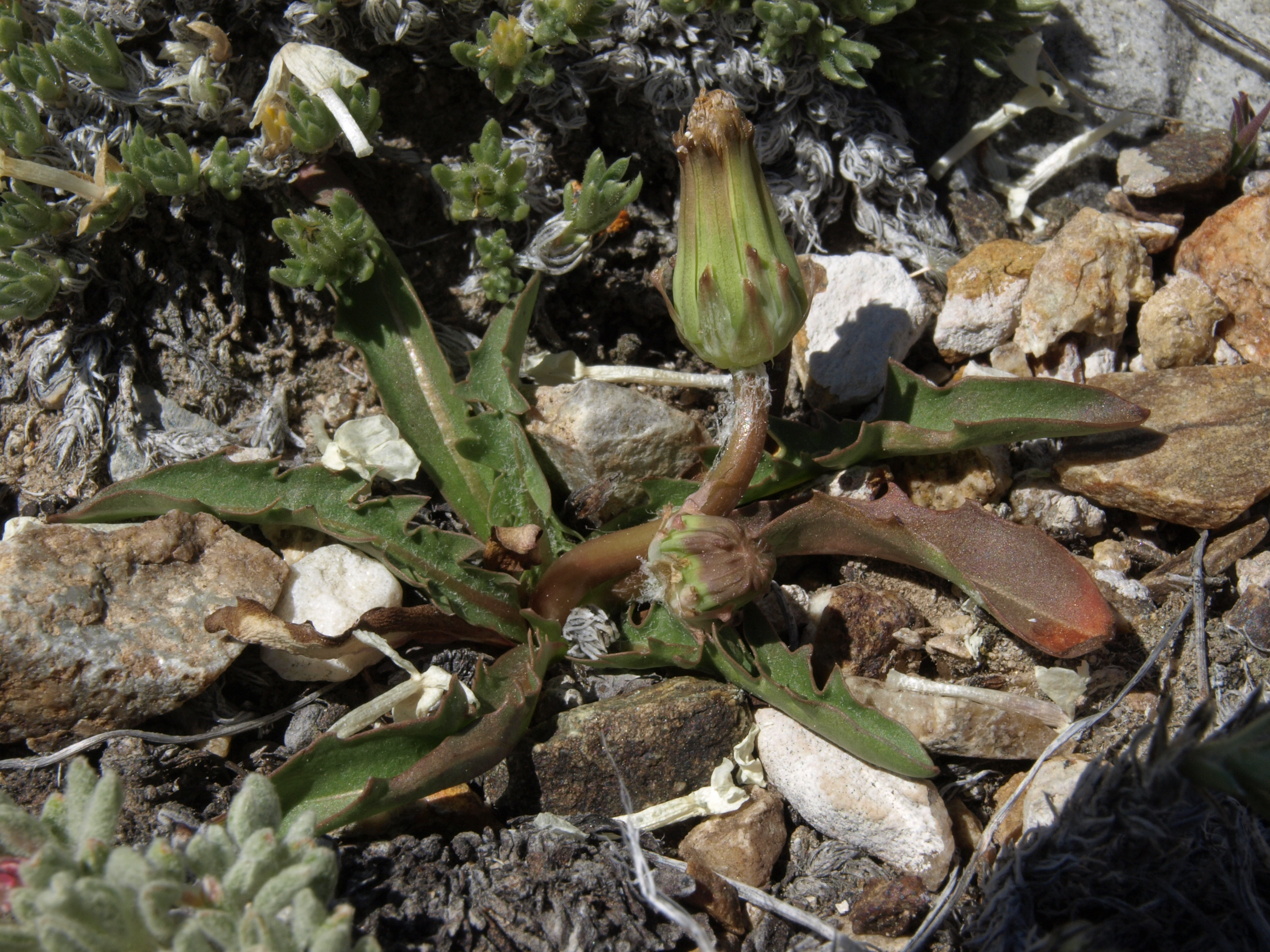
Il portamento
Taraxacum ceratophorum

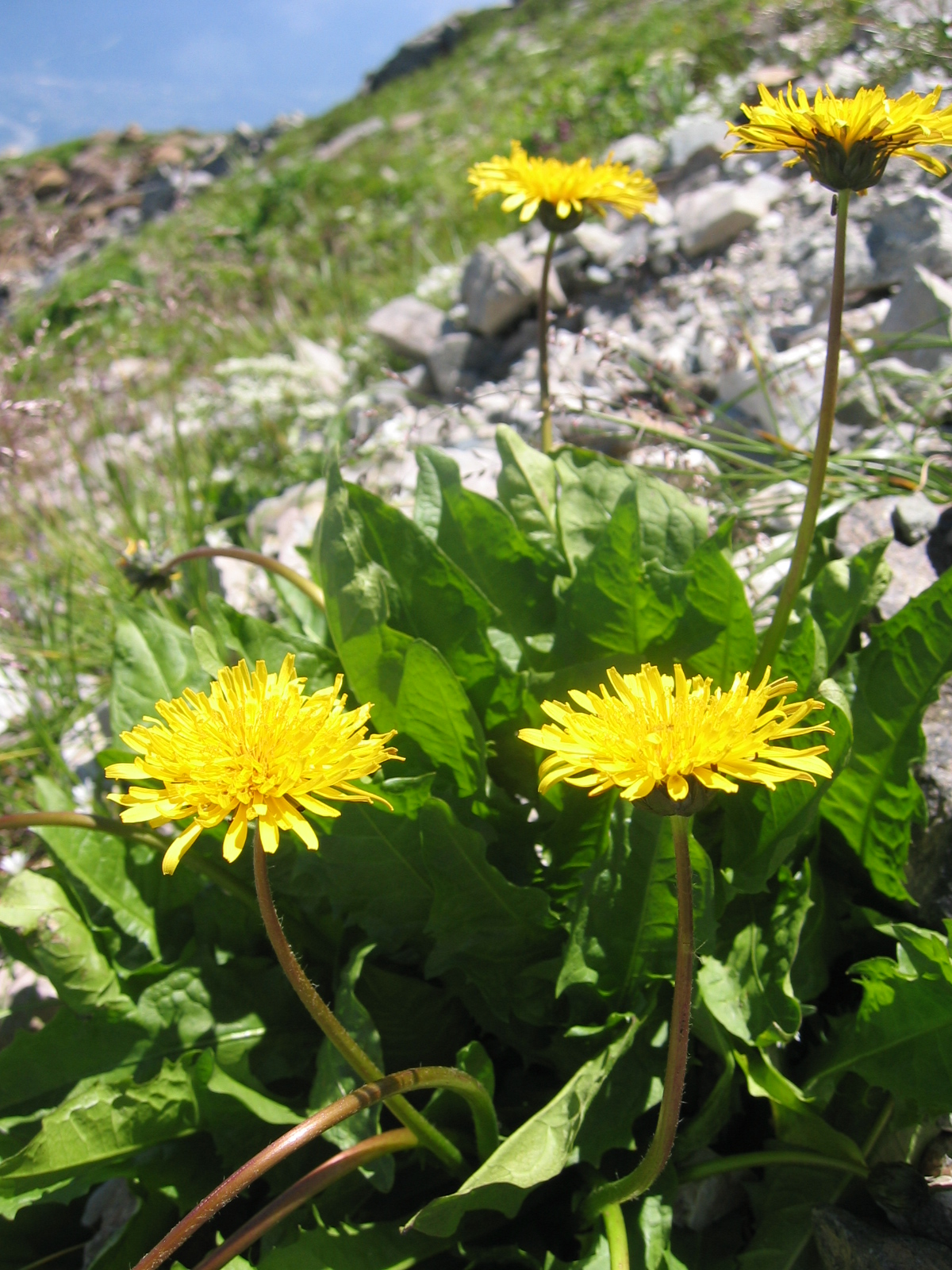
Infiorescenza
Taraxacum alpicola

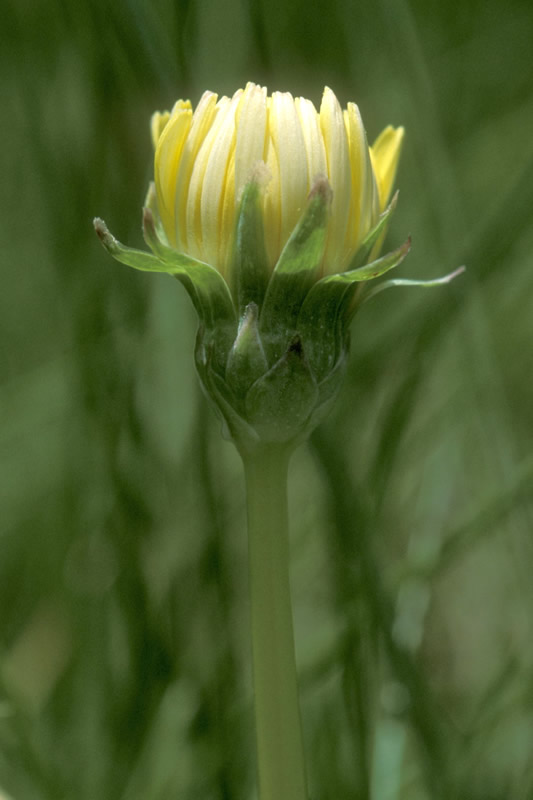
I fiori
Taraxacum californicum

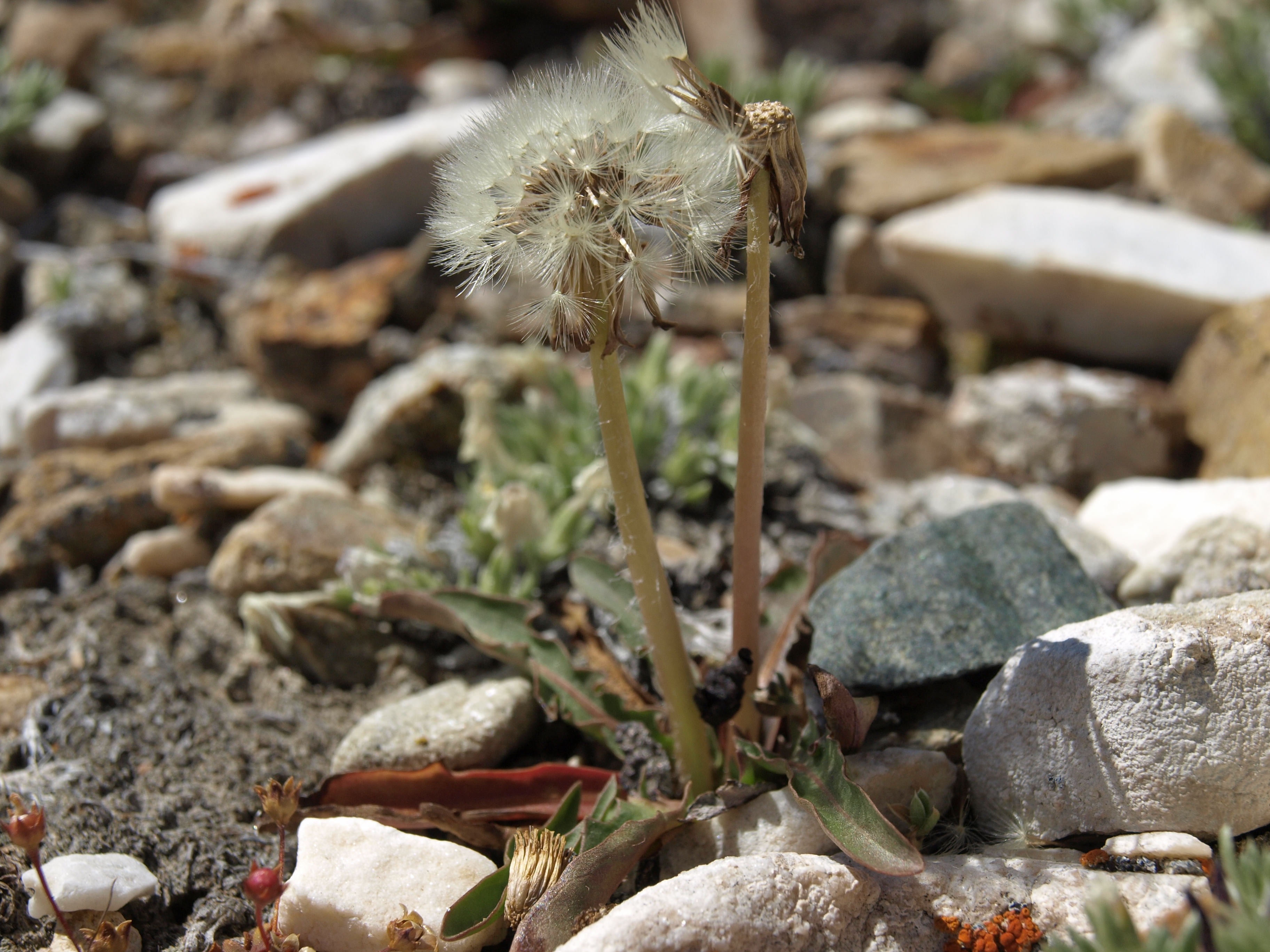
Il pappo
Taraxacum ceratophorum

Habitus. Le specie di questo gruppo in genere sono piante perenni scapose non molto alte (di medie dimensioni). La forma biologica prevalente è emicriptofita rosulata (H ros), ossia sono piante erbacee, a ciclo biologico perenne, con gemme svernanti al livello del suolo e protette dalla lettiera o dalla neve e hanno le foglie disposte a formare una rosetta basale. La riproduzione delle specie di questo genere può avvenire normalmente per via sessuale oppure anche in modo apomittico.
Radici. Le radici sono dei fittoni. Il fittone è perenne e quando aumenta in grossezza la sua lunghezza si espande e si contrae alternativamente. Nella radice è presente un lattice amaro.
Fusto. La parte aerea vera e propria del fusto è assente: dalla parte apicale del rizoma, posto al livello del suolo, emerge direttamente la rosetta basale e uno o più peduncoli cavi e afilli dell'infiorescenza; questi possono essere glabri o villosi (soprattutto nella parte distale).
Foglie. Le foglie sono solamente basali (rosette radicali) con disposizione alterna lungo il caule. Il picciolo è breve e alato. La lamina ha una forma da oblunga a obovata o oblanceolata da poco profonda a profondamente pennatolobata a pennatosetta. I margini sono interi o poco lobati. Gli apici sono da arrotondati o ottusi. Le facce sono raramente glabre e debolmente villose.
Infiorescenza. Le infiorescenze sono composte da diversi singoli capolini peduncolati che solitamente crescono lateralmente alle foglie della rosetta, non dal centro. I capolini sono formati da un involucro a forma da campanulata a oblunga composto da brattee (o squame) disposte in due serie principali in modo embricato, all'interno delle quali un ricettacolo fa da base ai fiori tutti ligulati. Le squame si dividono in interne ed esterne. Quelle esterne hanno dei margini appena scariosi e nella parte apicale sono caratterizzate da "cornetti" poco evidenti. Il ricettacolo è piano e butterato (alla fine diventa convesso), è inoltre nudo, ossia privo di pagliette a protezione della base dei fiori.
Fiori. I fiori (in genere molti), tutti ligulati, sono tetra-ciclici (ossia sono presenti 4 verticilli: calice – corolla – androceo – gineceo) e pentameri (ogni verticillo ha in genere 5 elementi). I fiori sono ermafroditi, fertili e zigomorfi.
- Formula fiorale:

*/x K {\displaystyle \infty }, [C (5), A (5)], G 2 (infero), achenio
- Calice: i sepali del calice sono ridotti ad una coroncina di squame.
- Corolla: le corolle sono formate da una ligula terminante con 5 denti. La corolla è colorata di giallo a volte con sfumature verdastre, raramente il colore è crema o rosa pallido o bianco, spesso è violaceo tendente al grigio. La parte abassiale della ligula può essere più scura (quasi grigiastra).
- Androceo: gli stami sono 5 con filamenti liberi e distinti, mentre le antere sono saldate in un manicotto (o tubo) circondante lo stilo.[15] Le antere sono e prive di codette e alla base sono acute. Il polline è tricolporato.[16]
- Gineceo: lo stilo è filiforme. Gli stigmi dello stilo sono due divergenti e ricurvi con la superficie stigmatica posizionata internamente (vicino alla base).[17] L'ovario è infero uniloculare formato da 2 carpelli.

Frutti. I frutti sono degli acheni con pappo. Gli acheni sono piccoli e di colore grigio-brunastro senza una componente rossastra; la forma del corpo, variabile fusiforme e angolosa (con 4 - 12 coste), con becco (o cono apicale di 0,8 mm) e pappo finale; la superficie in genere è glabra, mentre nella parte superiore (in prossimità del becco) è ricoperta da numerosi tubercoli ed aculei. Il pappo è persistente ed è formato da numerose (da 50 a 100) setole bianche (peli semplici) disposte su una serie. Dimensione degli acheni: larghezza 0,9 - 1,1 mm; lunghezza 4 – 5 mm.

## Biologia
- Impollinazione: l'impollinazione avviene tramite insetti (impollinazione entomogama tramite farfalle diurne e notturne).
- Riproduzione: la fecondazione avviene fondamentalmente tramite l'impollinazione dei fiori (vedi sopra).
- Dispersione: i semi (gli acheni) cadendo a terra sono successivamente dispersi soprattutto da insetti tipo formiche (disseminazione mirmecoria). In questo tipo di piante avviene anche un altro tipo di dispersione: zoocoria. Infatti gli uncini delle brattee dell'involucro si agganciano ai peli degli animali di passaggio disperdendo così anche su lunghe distanze i semi della pianta.

## Distribuzione e habitat
La distribuzione di questo gruppo è cosmopolita concentrata nella parte settentrionale dell'emisfero boreale prevalentemente nella regione artica, dall'Alaska e dalla Groenlandia attraverso le isole artiche (es. Svalbard, Novaja Zemlja) e attraverso la Siberia settentrionale fino all'Estremo Oriente, compresa la Kamčatka.

## Tassonomia
La famiglia di appartenenza di questa voce (Asteraceae o Compositae, nomen conservandum) probabilmente originaria del Sud America, è la più numerosa del mondo vegetale, comprende oltre 23.000 specie distribuite su 1.535 generi, oppure 22.750 specie e 1.530 generi secondo altre fonti (una delle checklist più aggiornata elenca fino a 1.679 generi). La famiglia attualmente (2021) è divisa in 16 sottofamiglie.

### Filogenesi
Il genere di questa voce appartiene alla sottotribù Crepidinae della tribù Cichorieae (unica tribù della sottofamiglia Cichorioideae). In base ai dati filogenetici la sottofamiglia Cichorioideae è il terz'ultimo gruppo che si è separato dal nucleo delle Asteraceae (gli ultimi due sono Corymbioideae e Asteroideae). La sottotribù Crepidinae fa parte del "quarto" clade della tribù; in questo clade è in posizione "centrale" vicina alle sottotribù Chondrillinae e Hypochaeridinae.
La sottotribù è divisa in due gruppi principali uno a predominanza asiatica e l'altro di origine mediterranea/euroasiatica. Da un punto di vista filogenetico, all'interno della sottotribù, sono stati individuati 5 subcladi. Il genere di questa voce appartiene al subclade denominato "Ixeris-Ixeridium-Taraxacum clade". Nel clade Ixeris-Ixeridium-Taraxacum i primi due generi (Ixeris e Ixeridium) formano un "gruppo fratello", mentre il grande genere Taraxacum è in posizione "basale". In posizione intermedia, questo clade include anche il genere Askellia. [La precedente configurazione filogenetica è basata sull'analisi di alcune particolari regioni (nrITS) del DNA; analisi su altre regioni (DNA del plastidio) possono dare dei risultati lievemente diversi.]
I caratteri distintivi per il genere Taraxacum sono:
- le piante sono rizomatose;
- le foglie sono riunite in rosette radicali;
- le infiorescenze sono formate da capolini solitari e terminali;
- le brattee sono disposte in due serie;
- il tubo della corolla ha all'apice dei ciuffi di lunghi peli;
- i capolini hanno un numero elevato di fiori;
- i numeri cromosomici sono elevati;

Il genere Taraxacum è composto da numerosi "stirpi" o "aggregati" (o sezioni tassonomiche) le cui specie differiscono poco una dall'altra. La causa di questa elevata presenza di "specie collettive" è l'apogamia collegata a processi di poliploidizzazione (spesso sono presenti individui triploidi, tetraploidi, pentaploidi, esaploidi, e oltre). Un altro fattore importante per spiegare le variazioni, oltre alle mutazioni genetiche, è l'ibridazione.

Il successo della diffusione di questo genere (e anche della sua variabilità) è dato inoltre dal fatto che facilmente le sue specie si adattano ad ogni tipo di habitat (per questo in più parti sono considerate piante invasive); oltre a questo il "soffione", l'organo di supporto per la riproduzione, può contenere oltre un centinaio di pappi con relativi semi. 

Altre ricerche hanno collegato la maggiore frequenza della comparsa dell'apogamia in gruppi di specie situate in areali fortemente influenzati dall'antropizzazione; viceversa altri gruppi relegati in ambienti naturali più tranquilli si presentano con minore variabilità e una diploidia più bassa e costante. Per i motivi sopra esposti questo genere viene più facilmente descritto attraverso il concetto di "aggregato" (o specie collettive o sezioni), piuttosto che attraverso singole specie di difficile definizione. Attualmente (2022) il genere Taraxacum è suddiviso in 50 - 60 sezioni (secondo i vari Autori). In Europa sono presenti 35 sezioni, mentre in Italia sono presenti 16 sezioni (con circa 150 specie).
I caratteri distintivi per le specie di questa sezione sono:
- l'ambiente in genere è ruderale o prativo;
- le foglie sono lobate, raramente glabre e mai coriacee;
- le brattee esterne dell'involucro hanno dei cornetti poco evidenti;
- gli acheni colorati di grigio-brunastro e non hanno una componente rossa.

### Elenco delle specie
La sezione di questa voce ha oltre un centinaio di specie. In Italia, per questo gruppo, è stata indicata la specie Taraxacum ceratophorum (Ledeb.) DC. nei Friuli, ma la segnalazione sembra dubbia.
La specie T. ceratophorum è segnalata anche sull'arco alpino. La tabella seguente mette in evidenza alcuni dati relativi all'habitat, al substrato e alla distribuzione delle specie alpine.
| Specie | Comunità vegetali | Piani vegetazionali | Substrato | pH     | Livello trofico | H2O   | Ambiente | Zona alpina |
| --- | ----------------- | ------------------- | --------- | ------ | --------------- | ----- | -------- | ----------- |
| Taraxacum ceratophorum | 3                 | alpina subalpina    | Ca - Si   | basico | alto            | umido | B4 C3    | UD          |
| Legenda e note alla tabella. Substrato: con “Ca/Si” si intendono rocce di carattere intermedio (calcari silicei e simili). Zona alpina: vengono prese in considerazione solo le zone alpine del territorio italiano (sono indicate le sigle delle province). Comunità vegetali: 3 = comunità delle fessure, delle rupi e dei ghiaioni Ambienti: B4 = riposi del bestiame; C3 = ghiaioni, morene e pietraie. |                   |                     |           |        |                 |       |          |             |

Qui di seguito sono indicate le 20 specie, della sezione Borealia, presenti in Europa:
- Taraxacum aleurodes G. E. Haglund - Distribuzione: Norvegia
- Taraxacum amphiphron  Böcher - Distribuzione: Isole Svalbard
- Taraxacum brachyceras  Dahlst. - Distribuzione: Groenlandia, Russia e Penisola scandinava
- Taraxacum cornutum  (Dahlst.) Dahlst. - Distribuzione: Norvegia
- Taraxacum gallicum Soest - Distribuzione: Francia
- Taraxacum gracilipes  G. E. Haglund - Distribuzione: Russia e Siberia occidentale.
- Taraxacum hjeltii  (Dahlst.) Dahlst. - Distribuzione: Russia e Penisola scandinava
- Taraxacum korjakorum  Kharkev. & Tzvelev - Distribuzione: Russia e Siberia
- Taraxacum kraettlii   Soest - Distribuzione: Francia
- Taraxacum lateritium  Dahlst. - Distribuzione: Russia e Siberia
- Taraxacum macroceras  Dahlst. - Distribuzione: Russia e Siberia
- Taraxacum mazzettii  Soest - Distribuzione: Austria e Svizzera
- Taraxacum melanostylum  T. C. E. Fries - Distribuzione: Russia e Svezia
- Taraxacum melzerianum  Soest - Distribuzione: Svizzera
- Taraxacum murmanicum  N. I. Orlova - Distribuzione: Russia
- Taraxacum norvegicum   (Dahlst.) Dahlst. - Distribuzione: Russia e Penisola scandinava
- Taraxacum novae-zemliae  Holmboe - Distribuzione: Russia e Siberia occidentale.
- Taraxacum perfiljevii  N. I. Orlova - Distribuzione: Russia e Siberia occidentale
- Taraxacum simulum  Brenner - Distribuzione: Russia e Penisola scandinava
- Taraxacum tornense   T. C. E. Fries - Distribuzione: Russia e Penisola scandinava

### Sinonimi
Sono elencati alcuni sinonimi per questa entità:
- Taraxacum subsect. Ceratophora Hand.-Mazz.